# مهسا
مهسا به معنی مانند ماه برای دختران است. 
مهسا یعنی مانند ماه یعنی مثل ماه است
افراد سرشناس با این نام از این قرارند:
- مهسا کرامتی، بازیگر سینما و تلویزیون ایران
- مهسا امرآبادی، خبرنگار، زندانی سیاسی و روزنامه‌نگار ایرانی
- مهسا وحدت، خواننده، و نوازنده موسیقی سنتی ایرانی
- مهسا محب‌علی، نویسنده و منتقد ادبی ایرانی
- مهسا مهجور، از هنرپیشگان تئاتر ایران
- مهسا مردانی، تکواندوکار اهل ایران
- مهسا جاور، قایقران روئینگ تیم ملی قایقرانی بانوان ایران
- مهسا ملک مرزبان، مترجم و روزنامه‌نگاری ایرانی
- مهسا احمدی، بدل‌کار ایرانی
- مهسا امینی، دختر ایرانی کشته شده بدست ماموران گشت ارشاد جمهوری اسلامی